# Sovinja Peč
Sovinja Peč je naselje v Občini Kamnik.
Sovinja Peč je prvič omenjena v urbarju posesti, ki so spadale pod kamniško deželsko sodišče in je bil sestavljen okoli leta 1400, pod imenom »Sabinapetsch«.